# 小林大薬房
小林大薬房株式会社（こばやしだいやくぼう）は、かつて愛知県名古屋市に本社を置き、主に一般用医薬品・健康食品の卸売販売を行なっていた企業。元々は名古屋が小林製薬の本社だった。藤井得三郎商店（現在の龍角散）とともに販売ルートを確立していった。2002年にアルフレッサグループの「シーエス薬品」へ営業権を譲渡した後に倒産した。

## 概要
- 本社所在地 - 愛知県名古屋市中区丸の内3-17-16[2][3]
- 設立 - 1946年10月24日
- 資本金 - 4,800万円[2][3]
- 代表取締役社長 - 小林裕明[2][3]
- 工場部門は小林薬品[4]とした。
  - のちに名古屋市昭和区安田通2の77に工場を分離し、株式会社小林大薬房安田工場とした[5]。

### 主力商品
- 小林タムシチンキ[5]
- 烏犀角散[5]
- 小児烏犀角散[5]

## 沿史
- 1870年（明治3年） - 小林忠兵衛が名古屋市の「万信商店」に奉公にあがる。
- 1886年（明治19年） - 小林忠兵衛が愛知県名古屋市中区門前町に雑貨・化粧品・洋酒の店「小林盛大堂」創業
- 1888年（明治21年） - 医薬品卸部門を分離
- 1902年（明治35年） - 「合名会社小林大薬房」設立
- 1912年（明治45年） - 大阪市東区平野町に「合資会社大阪小林大薬房」設立
- 1919年（大正8年）
  - 「合資会社名古屋小林盛大堂」「合資会社大阪小林大薬房」を合併し「株式会社小林大薬房」に商号変更
  - 「大阪店」を本社として「名古屋店」を「株式会社小林大薬房・名古屋支店」とする
- 1930年（昭和5年） - 商圏が関西一円、京都、神戸、奈良から大阪を基点とする私鉄・国鉄沿線、近畿一円、山陽、山陰、四国、九州に拡大する
- 1939年（昭和14年） - 龍角散の社長である藤井米次郎の援助を受け「小林大薬房・東京支店」開設
- 1940年（昭和15年）
  - 医薬品製造部門を分離し連結子会社として「（旧）小林製薬株式会社」設立
  - 「小林大薬房・東京支店」閉鎖
- 1941年（昭和16年） - 中国の北京に「北京小林大薬房」開設
- 1946年（昭和21年） - 「株式会社小林大薬房・名古屋支店」が、「株式会社小林大薬房（大阪本社）」と分離独立して「株式会社名古屋小林大薬房」設立
- 1947年（昭和22年）
  - 再度東京へ進出「株式会社東京小林大薬房」開設
  - 「株式会社大阪小林大薬房・神戸店」（兵庫県神戸市）開設
- 1950年（昭和25年）
  - 「株式会社東京小林大薬房・横浜店」（神奈川県横浜市）開設
  - 「株式会社大阪小林大薬房・京都店」（京都府京都市）開設
  - 「株式会社名古屋小林大薬房」が、中部地区での「キッセイ薬品」の販売委託を受ける（荒川長太郎合名会社と共同で中部地区での販売拡大をはかる。関西地区は田辺製薬・関東地区は東京田辺と鳥居薬品・北海道地区は武田薬品札幌支店が販売委託をうける）。
- 1951年（昭和26年）
  - 「株式会社名古屋小林大薬房・静岡店」（静岡県静岡市）に設立
  - 「株式会社東京小林大薬房・新宿店」（東京都新宿区）開設
  - 「株式会社大阪小林大薬房・広島店」（広島県広島市）開設
- 1954年（昭和29年）
  - 「株式会社名古屋小林大薬房」の本社を名古屋市中区大津町に移転
  - 「株式会社大阪小林大薬房」「株式会社東京小林大薬房」が合併し本社を大阪として「株式会社小林大薬房」と商号変更し「株式会社東京小林大薬房」は、「株式会社小林大薬房・東京支店」として発足
- 1955年（昭和30年）
  - 「株式会社名古屋小林大薬房・沼津店」（静岡県沼津市）に設立
  - 「株式会社小林大薬房・大井店」（東京都品川区）開設
- 1956年（昭和31年）
  - 「株式会社小林大薬房」は、製薬部門の「（旧）小林製薬株式会社」を吸収し｢小林製薬株式会社｣と商号変更（ここからは小林製薬を参考）
  - 東京支店・大阪支店の医薬品卸業エリアは全て｢小林製薬株式会社｣の子会社「小林商事」（後のコバショウ、2008年に解散）が継承した。
- 1960年（昭和35年） - 「株式会社名古屋小林大薬房」を「株式会社小林大薬房」商号変更
- 1962年（昭和37年） - 「株式会社小林大薬房・四日市店」（三重県四日市市）に設立
- 1964年（昭和39年） - 「株式会社小林大薬房・浜松店」（静岡県浜松市）に設立
- 1965年（昭和40年） - 「株式会社小林大薬房・甲府店」（山梨県甲府市）に設立
- 1966年（昭和41年） - 「株式会社小林大薬房・豊橋店」（愛知県豊橋市）に設立
- 1967年（昭和42年） - 「株式会社小林大薬房・一宮店」（愛知県一宮市）に設立
- 1969年（昭和44年） - 「株式会社小林大薬房・松阪店」（三重県松阪市）に設立
- 1970年（昭和45年）
  - 「株式会社小林大薬房・松本店」（長野県塩尻市）に設立
  - 「株式会社小林大薬房・長野店」（長野県長野市）に設立
- 1971年（昭和46年） - 「株式会社小林大薬房・飯田店」（長野県飯田市）に設立
- 1975年（昭和50年） - 「株式会社小林大薬房・岡崎店」（愛知県岡崎市）に設立
その後「岐阜店」（岐阜県岐阜市）・「岡谷店」（長野県岡谷市）「金沢店」（石川県金沢市）を設立
- 2002年（平成14年）
  - 2月 - 「シーエス薬品株式会社」に営業権を譲渡
  - 7月 - 名古屋地方裁判所に自己破産を申請して倒産。負債総額は約108億円[2][3]。

## エピソード
- 2018年1月号（冬号）の『プレジデントファミリー』の中で、龍角散社長の藤井隆太のインタビュー記事によると、「うちや小林製薬さん、久光製薬さんといった同族経営の製薬メーカーは、一緒にビジネスをしたり、系図をたどると遠縁にあったりと関係が深いです。」と発言している。

## 営業所
- 豊橋店:愛知県豊橋市
- 一宮店:愛知県一宮市
- 岡崎店:愛知県岡崎市
- 静岡県:静岡県静岡市
- 沼津店:静岡県沼津市
- 浜松店:静岡県浜松市
- 甲府店:山梨県甲府市
- 四日市店:三重県四日市市
- 松阪店:三重県松阪市
- 岐阜店:岐阜県岐阜市
- 長野店:長野県長野市
- 松本店:長野県松本市
- 岡谷店:長野県岡谷市
- 飯田店:長野県飯田市
- 金沢店:石川県金沢市

## 主な取引メーカー
- 三共
- 中外製薬
- ロート製薬
- 久光製薬